# Картахена, Алонсо де Санта-Мария де
Ало́нсо де Са́нта-Мари́я Картахе́на (исп. Alonso de Santa María de Cartagena, известный как Альфонсо де Картахена (исп. Alfonso de Cartagena; 1384, Бургос — 1454, Вильясандино), — испанский писатель, епископ Бургосский.
Учился в Саламанкском университете, считался одним из самых образованных людей своего времени.

## Труды
- «Doctrinal de los caballeros» (Бургос, 1487);
- «El oracional de Fernand Peres» (1487);
- «Cinco libros de Seneca» (1491, 1510);
- «Tullio de officiis y de senectute» (Севилья; 1501).